# Adelotypa curulis
Adelotypa curulis is een vlindersoort uit de familie van de prachtvlinders (Riodinidae), onderfamilie Riodininae.
Adelotypa curulis werd in 1874 beschreven door Hewitson.